# Join the Dots: B-Sides and Rarities, 1978–2001 (The Fiction Years)
Join the Dots: B-Sides & Rarities 1978—2001 (The Fiction Years) — бокс-сет группы The Cure, выпущенный в 2004 году лейблом Fiction Records. Четырехдисковый сборник содержит би-сайды и раритеты, записанные с момента основания группы в 1978 году и вплоть до расставания с Fiction в 2001 году. Кроме того, издание содержит 76-страничный буклет с комментариями к каждой песне, а также историю группы до 2004 года.

## Список композиций

### Диск 1 (1978—1987)
| Название песни           | Авторы                      | Длительность | Примечания                                                                                            |
| ------------------------ | --------------------------- | ------------ | --- |
| 10:15 Saturday Night     | Демпси/Смит/Толхерст        | 3:43         | Би-сайд сингла Killing an Arab, впоследствии издан на альбомах Three Imaginary Boys и Boys Don’t Cry. |
| Plastic Passion          | Демпси/Смит/Толхерст        | 2:16         | Би-сайд сингла Boys Don’t Cry, впоследствии издан на альбоме Boys Don’t Cry.                          |
| Pillbox Tales            | Демпси/Смит/Толхерст        | 2:56         | Записаны в 1979 году, изданы в качестве би-сайдов переиздания сингла Boys Don’t Cry.                  |
| Do the Hansa             | Демпси/Смит/Толхерст        | 2:40         | Записаны в 1979 году, изданы в качестве би-сайдов переиздания сингла Boys Don’t Cry.                  |
| I’m Cold                 | Демпси/Смит/Толхерст        | 2:49         | Би-сайд сингла Jumping Someone Else’s Train.                                                          |
| Another Journey by Train | Гэллап/Хартли/Смит/Толхерст | 3:06         | Би-сайд сингла A Forest.                                                                              |
| Descent                  | Гэллап/Смит/Толхерст        | 3:09         | Би-сайд сингла Primary.                                                                               |
| Splintered in Her Head   | Гэллап/Смит/Толхерст        | 5:17         | Би-сайд сингла Charlotte Sometimes.                                                                   |
| Lament [Flexipop]        | Смит                        | 4:36         | Вариант песни, представленный в качестве приложения к журналу Flexipop.                               |
| Just One Kiss            | Смит/Толхерст               | 4:10         | Би-сайд сингла Let's Go to Bed, впоследствии издан на сборнике Japanese Whispers.                     |
| The Dream                | Смит                        | 3:12         | Би-сайды сингла The Walk, впоследствии изданы на сборнике Japanese Whispers.                          |
| The Upstairs Room        | Смит/Толхерст               | 3:31         | Би-сайды сингла The Walk, впоследствии изданы на сборнике Japanese Whispers.                          |
| Lament                   | Смит                        | 4:25         | Би-сайды сингла The Walk, впоследствии изданы на сборнике Japanese Whispers.                          |
| Speak My Language        | Смит/Толхерст               | 2:43         | Би-сайд сингла The Love Cats, впоследствии издан на сборнике Japanese Whispers.                       |
| Mr. Pink Eyes            | Смит/Толхерст               | 2:45         | Би-сайд сингла The Love Cats.                                                                         |
| Happy the Man            | Смит                        | 2:47         | Би-сайды сингла The Caterpillar.                                                                      |
| Throw Your Foot          | Смит                        | 3:33         | Би-сайды сингла The Caterpillar.                                                                      |
| New Day                  | Смит/Толхерст               | 4:10         | Би-сайд 10' издания сингла Close to Me                                                                |
| The Exploding Boy        | Смит                        | 2:54         | Би-сайды сингла In Between Days.                                                                      |
| A Few Hours After This…  | Смит                        | 2:28         | Би-сайды сингла In Between Days.                                                                      |
| A Man Inside My Mouth    | Смит                        | 3:07         | Би-сайды сингла Close to Me.                                                                          |
| Stop Dead                | Смит                        | 4:02         | Би-сайды сингла Close to Me.                                                                          |

### Диск 2 (1987—1992)
| Название песни                          | Авторы                                         | Длительность | Примечания |
| --------------------------------------- | ---------------------------------------------- | ------------ | --- |
| A Japanese Dream                        | Гэллап/Смит/Томпсон/Уильямс/Толхерст           | 3:29         | Би-сайд сингла Why Can’t I Be You? |
| Breathe                                 | Гэллап/Смит/Томпсон/Уильямс/Толхерст           | 4:48         | Би-сайды сингла Catch и американского издания сингла Just Like Heaven.                                                                                 |
| A Chain of Flowers                      | Гэллап/Смит/Томпсон/Уильямс/Толхерст           | 4:55         | Би-сайды сингла Catch и американского издания сингла Just Like Heaven.                                                                                 |
| Snow in Summer                          | Гэллап/Смит/Томпсон/Уильямс/Толхерст           | 3:27         | Би-сайды британского издания сингла Just Like Heaven.                                                                                                  |
| Sugar Girl                              | Гэллап/Смит/Томпсон/Уильямс/Толхерст           | 3:15         | Би-сайды британского издания сингла Just Like Heaven.                                                                                                  |
| Icing Sugar [Remix]                     | Гэллап/Смит/Томпсон/Уильямс/Толхерст           | 3:23         | Издан на оранжевом EP в составе ограниченного издания альбома Kiss Me, Kiss Me, Kiss Me.                                                               |
| Hey You!!! [12" Extended Mix]           | Гэллап/Смит/Томпсон/Уильямс/Толхерст           | 4:08         | Би-сайд сингла Hot Hot Hot!!! |
| How Beautiful You Are… [Remix]          | Гэллап/Смит/Томпсон/Уильямс/Толхерст           | 4:25         | Неизданный ремикс, который должен был быть издан на сингле эксклюзивно во Франции; впоследствии издан на радио-семплере в 1987 году.                   |
| To the Sky                              | Гэллап/Смит/Томпсон/Уильямс/Толхерст           | 5:15         | Записана в 1987 году во время работы над альбомом Kiss Me, Kiss Me, Kiss Me, впоследствии издана в 1989 году в составе сборника Stranger Than Fiction. |
| Babble                                  | Гэллап/О’Доннелл/Смит/Томпсон/Уильямс/Толхерст | 4:18         | Би-сайды синглов Lullaby (в Британии) и Fascination Street (в США).                                                                                    |
| Out of Mind                             | Гэллап/О’Доннелл/Смит/Томпсон/Уильямс/Толхерст | 3:51         | Би-сайды синглов Lullaby (в Британии) и Fascination Street (в США).                                                                                    |
| 2 Late                                  | Гэллап/О’Доннелл/Смит/Томпсон/Уильямс/Толхерст | 2:41         | Би-сайды сингла Lovesong. |
| Fear of Ghosts                          | Гэллап/О’Доннелл/Смит/Томпсон/Уильямс/Толхерст | 6:51         | Би-сайды сингла Lovesong. |
| Hello, I Love You [psychedelic version] | Денсмор/Кригер/Манзарек/Моррисон               | 6:04         | Неизданный ремикс, записан в 1990 году |
| Hello, I Love You                       | Денсмор/Кригер/Манзарек/Моррисон               | 3:31         | Кавер на песню The Doors, издан в составе сборника Rubaiyat в 1990 году.                                                                               |
| Hello I Love You [Slight Return Mix]    | Денсмор/Кригер/Манзарек/Моррисон               | 0:13         | Издана в составе сборника Rubaiyat в 1990 году. |
| Harold and Joe                          | Гэллап/Смит/Томпсон/Уильямc                    | 5:09         | Би-сайд сингла Never Enough. |
| Just Like Heaven [Dizzy Mix]            | Гэллап/Смит/Томпсон/Уильямс/Толхерст           | 3:43         | Би-сайд сингла Close to Me (Closest Mix). |

### Диск 3 (1992—1996)
| Название песни                         | Авторы                              | Длительность | Примечания                                                                                                  |
| -------------------------------------- | ----------------------------------- | ------------ | --- |
| This Twilight Garden                   | Бэмоунт/Гэллап/Смит/Томпсон/Уильямс | 4:45         | Би-сайды сингла High.                                                                                       |
| Play                                   | Бэмоунт/Гэллап/Смит/Томпсон/Уильямс | 4:36         | Би-сайды сингла High.                                                                                       |
| Halo                                   | Бэмоунт/Гэллап/Смит/Томпсон/Уильямс | 3:47         | Би-сайды сингла Friday I’m in Love.                                                                         |
| Scared as You                          | Бэмоунт/Гэллап/Смит/Томпсон/Уильямс | 4:12         | Би-сайды сингла Friday I’m in Love.                                                                         |
| The Big Hand                           | Бэмоунт/Гэллап/Смит/Томпсон/Уильямс | 4:53         | Би-сайды сингла Letter to Elise.                                                                            |
| A Foolish Arrangement                  | Бэмоунт/Гэллап/Смит/Томпсон/Уильямс | 3:51         | Би-сайды сингла Letter to Elise.                                                                            |
| Doing the Unstuck [Saunders 12" Remix] | Бэмоунт/Гэллап/Смит/Томпсон/Уильямс | 5:55         | Неизданный ремикс, который был создан к выпуску сингла Doing the Unstuck. Выход сингла в итоге был отменен. |
| Purple Haze (Virgin Radio Version)     | Хендрикс                            | 3:18         | Неизданный ремикс, записан в 1993 году.                                                                     |
| Purple Haze                            | Хендрикс                            | 5:22         | Кавер на песню Джими Хендрикса, вышел в 1993 году в составе сборника Stone Free: A Tribute to Jimi Hendrix. |
| Burn                                   | Бэмоунт/Гэллап/Смит/Уильямс         | 6:37         | Издана в 1994 году в составе саундтрека к фильму Ворон.                                                     |
| Young Americans (песня)                | Боуи                                | 6:23         | Кавер на песню Дэвида Боуи, издан в 1993 на сборнике 104.9 XFM.                                             |
| Dredd Song                             | Бэмоунт/Купер/Гэллап/О’Доннелл/Смит | 4:25         | Вышла в 1995 году в составе саундтрека к фильму Судья Дредд.                                                |
| It Used to Be Me                       | Бэмоунт/Купер/Гэллап/О’Доннелл/Смит | 6:50         | Би-сайды сингла The 13th.                                                                                   |
| Ocean                                  | Бэмоунт/Купер/Гэллап/О’Доннелл/Смит | 3:29         | Би-сайды сингла The 13th.                                                                                   |
| Adonais                                | Бэмоунт/Купер/Гэллап/О’Доннелл/Смит | 4:41         | Би-сайды сингла The 13th.                                                                                   |

### Диск 4 (1996—2001)
| Название песни                      | Авторы                              | Длительность | Примечания |
| ----------------------------------- | ----------------------------------- | ------------ | --- |
| Home                                | Бэмоунт/Купер/Гэллап/О’Доннелл/Смит | 3:24         | Би-сайды сингла Mint Car. |
| Waiting                             | Бэмоунт/Купер/Гэллап/О’Доннелл/Смит | 3:34         | Би-сайды сингла Mint Car. |
| A Pink Dream                        | Бэмоунт/Купер/Гэллап/О’Доннелл/Смит | 3:44         | Би-сайды сингла Mint Car. |
| This Is a Lie [Ambient Mix]         | Бэмоунт/Купер/Гэллап/О’Доннелл/Смит | 4:34         | Би-сайд сингла Strange Attraction (в США) и Gone! (в Британии). |
| Wrong Number [P2P Remix]            | Смит                                | 8:14         | Один из ремиксов с сингла Wrong Number. |
| More Than This                      | Смит                                | 5:11         | Вышла в 1998 году в составе саундтрека к фильму Секретные материалы: Борьба за будущее. |
| World in My Eyes                    | Гор                                 | 4:52         | Кавер на песню Depeche Mode, вышла в 1998 году в составе сборника For the Masses. |
| Possession                          | Бэмоунт/Купер/Гэллап/О’Доннелл/Смит | 5:17         | Записана во время работы над альбомом Bloodflowers. |
| Out of This World [Oakenfold Remix] | Бэмоунт/Купер/Гэллап/О’Доннелл/Смит | 7:01         | Неизданный ремикс, создан в 2000 году. |
| Maybe Someday [Hedges Remix]        | Бэмоунт/Купер/Гэллап/О’Доннелл/Смит | 4:59         | Ремикс, изданный на промосингле в 2000 году. |
| Coming Up                           | Бэмоунт/Купер/Гэллап/О’Доннелл/Смит | 6:29         | Вошла в некоторые издания альбома Bloodflowers. |
| Signal to Noise (acoustic version)  | Бэмоунт/Купер/Гэллап/О’Доннелл/Смит | 3:36         | Неизданная акустическая версия для специального издания сборника Greatest Hits. Сам факт наличия данной версии говорит о том, что изначально Signal to Noise должна была выходить синглом с би-сайдом Cut Here, но в последний момент стороны «поменяли». |
| Signal to Noise                     | Бэмоунт/Купер/Гэллап/О’Доннелл/Смит | 4:07         | Би-сайд сингла Cut Here. |
| Just Say Yes (Curve Remix)          | Бэмоунт/Купер/Гэллап/О’Доннелл/Смит | 3:18         | Неизданные ремиксы, были созданы в 2001 году. |
| A Forest [Plati and Slick Version]  | Гэллап/Хартли/Смит/Толхерст         | 6:41         | Неизданные ремиксы, были созданы в 2001 году. |